# Nanta
Nanta (kinesiska: 南塔, 南塔乡) är en socken i Kina. Den ligger i den autonoma regionen Inre Mongoliet, i den norra delen av landet, omkring 730 kilometer öster om regionhuvudstaden Hohhot.
Genomsnittlig årsnederbörd är 633 millimeter. Den regnigaste månaden är juli, med i genomsnitt 148 mm nederbörd, och den torraste är januari, med 2 mm nederbörd.